# Сисклипос
Сѝсклипос (на гръцки: Σύσκληπος; на турски: Akçiçek) е село в Кипър, окръг Кирения. Според статистическата служба на Северен Кипър през 2011 г. селото има 87 жители.
Де факто е под контрола на непризнатата Севернокипърска турска република.